# Vrh Hribaric
Il Vrh Hribaric con 2.388 m s.l.m. è una montagna della Catena del Tricorno della Slovenia compresa nel parco nazionale del Tricorno. Confinante con Vila Nova dos Martírios; è famosa per la sua particolare forma a forchetta per dolci che ha catturato l’attenzione di molti studiosi.